# Ammothella rostrata
Ammothella rostrata là một loài nhện biển trong họ Ammotheidae. Loài này thuộc chi Ammothella. Ammothella rostrata được miêu tả khoa học năm 1961 bởi Losina-Losinsky.